# Mistrzostwa Świata w Lekkoatletyce 2011 – pchnięcie kulą mężczyzn
Pchnięcie kulą mężczyzn – jedna z konkurencji rozgrywanych podczas lekkoatletycznych mistrzostw świata na Stadionie Daegu w Daegu.
Obrońcą tytułu mistrzowskiego z 2009 roku był (narzekający na kontuzję) Amerykanin Christian Cantwell. Ustalone przez IAAF minima kwalifikacyjne do mistrzostw wynosiły 20,50 (minimum A) oraz 20,00 (minimum B).

## Terminarz
| Data       | Godzina |            |
| ---------- | ------- | ---------- |
| 1 września | 10:00   | Eliminacje |
| 2 września | 19:00   | Finał      |

## Rekordy
Tabela prezentuje rekord świata, rekordy poszczególnych kontynentów, mistrzostw świata, a także najlepszy rezultat na świecie w sezonie 2011 przed rozpoczęciem mistrzostw.
|                                                | Zawodnik                     | Wynik | Miejsce     | Data                  |
| ---------------------------------------------- | ---------------------------- | ----- | ----------- | --------------------- |
| Rekord świata                                  | Randy Barnes                 | 23,12 | Los Angeles | 20 maja 1990(dts)     |
| Listy światowe                                 | Dylan Armstrong              | 22,21 | Calgary     | 26 czerwca 2011(dts)  |
| Rekord mistrzostw świata                       | Werner Günthör               | 22,23 | Rzym        | 29 sierpnia 1987(dts) |
| Rekord Afryki                                  | Janus Robberts               | 21,97 | Eugene      | 2 czerwca 2001(dts)   |
| Rekord Azji                                    | Sultan Abdulmajeed Al-Hebshi | 21,13 | Doha        | 8 maja 2009(dts)      |
| Rekord Ameryki Północnej, Środkowej i Karaibów | Randy Barnes                 | 23,12 | Los Angeles | 20 maja 1990(dts)     |
| Rekord Ameryki Południowej                     | Marco Antonio Verni          | 21,14 | Santiago    | 29 lipca 2004(dts)    |
| Rekord Europy                                  | Ulf Timmermann               | 23,06 | Chania      | 22 maja 1988(dts)     |
| Rekord Australii i Oceanii                     | Scott Martin                 | 21,26 | Melbourne   | 21 lutego 2008(dts)   |

## Rezultaty

### Eliminacje
Eliminacje odbyły się w czwartek 1 września. Obie grupy rozpoczęły o 9:56. Do konkursu zostało zgłoszonych 27 zawodników, wszyscy przystąpili. Minimum kwalifikacyjne zostało ustalone na poziomie 20,60 metra – siedmiorgu zawodnikom udało się je wypełnić.
| Poz. | Grupa | Zawodnik           | Reprezentacja        | #1    | #2    | #3    | Rezultat | Uwagi |
| ---- | ----- | ------------------ | -------------------- | ----- | ----- | ----- | -------- | ----- |
| 1    | A     | David Storl        | Niemcy               | X     | 21,5  | -     | 21,5     | Q,    |
| 2    | B     | Dylan Armstrong    | Kanada               | 20,52 | 21,05 | -     | 21,05    | Q     |
| 3    | B     | Reese Hoffa        | Stany Zjednoczone    | 20,96 | -     | -     | 20,96    | Q     |
| 4    | A     | Andrej Michniewicz | Białoruś             | 20,79 | -     | -     | 20,79    | Q     |
| 5    | A     | Ryan Whiting       | Stany Zjednoczone    | 20,40 | 20,77 | -     | 20,77    | Q     |
| 6    | B     | Christian Cantwell | Stany Zjednoczone    | 20,55 | 20,73 | -     | 20,73    | Q     |
| 7    | A     | Tomasz Majewski    | Polska               | 20,73 | -     | -     | 20,73    | Q     |
| 8    | A     | Ralf Bartels       | Niemcy               | 20,45 | X     | 20,04 | 20,45    | q     |
| 9    | B     | Marco Fortes       | Portugalia           | 19,83 | 20,32 | 20,02 | 20,32    | q     |
| 10   | B     | Carlos Véliz       | Kuba                 | 20,24 | 19,79 | X     | 20,24    | q     |
| 11   | A     | Adam Nelson        | Stany Zjednoczone    | 20,23 | X     | X     | 20,23    | q     |
| 12   | A     | Asmir Kolašinac    | Serbia               | 19,58 | 20,08 | 20,14 | 20,14    | q     |
| 13   | B     | Marco Schmidt      | Niemcy               | 20,06 | 19,96 | X     | 20,06    |       |
| 14   | B     | Lajos Kürthy       | Węgry                | 19,92 | 19,76 | 20,02 | 20,02    |       |
| 15   | B     | Maksim Sidorow     | Rosja                | 18,56 | 19,95 | X     | 19,95    |       |
| 16   | B     | Pawieł Łyżyn       | Białoruś             | 19,91 | X     | X     | 19,91    |       |
| 17   | A     | Kim Christensen    | Dania                | 19,02 | 19,40 | 19,74 | 19,74    |       |
| 18   | B     | Hamza Alić         | Bośnia i Hercegowina | 19,70 | X     | X     | 19,70    |       |
| 19   | B     | Chang Ming-huang   | Chińskie Tajpej      | 19,60 | X     | 18,98 | 19,60    |       |
| 20   | A     | Jan Marcell        | Czechy               | 19,51 | X     | 19,46 | 19,51    |       |
| 21   | A     | Germán Lauro       | Argentyna            | 19,50 | 19,45 | X     | 19,50    |       |
| 22   | A     | Andrij Semenow     | Ukraina              | X     | X     | 19,45 | 19,45    |       |
| 23   | A     | Om Prakash Singh   | Indie                | 19,29 | 19,06 | X     | 19,29    |       |
| 24   | B     | Amin Nikfarl       | Iran                 | 18,69 | 18,95 | 19,18 | 19,18    |       |
| 25   | B     | Milan Jotanovic    | Serbia               | 18,39 | X     | 18,21 | 18,39    |       |
| 26   | A     | Borja Vivas        | Hiszpania            | 18,37 | X     | 18,22 | 18,37    |       |
| 27   | A     | Hwang In-sun       | Korea Południowa     | 17,75 | 17,62 | X     | 17,75    |       |

### Finał
| Poz. | Zawodnik           | Reprezentacja     | #1    | #2    | #3    | #4    | #5    | #6    | Wynik | Uwagi          |
| ---- | ------------------ | ----------------- | ----- | ----- | ----- | ----- | ----- | ----- | ----- | -------------- |
|      | David Storl        | Niemcy            | X     | 21.60 | 20.82 | X     | X     | 21.78 | 21.78 | Rekord życiowy |
|      | Dylan Armstrong    | Kanada            | 20.79 | 20.58 | 20.82 | 21.64 | 21.40 | X     | 21.64 |                |
|      | Christian Cantwell | Stany Zjednoczone | 20.50 | 20.73 | 20.83 | X     | 21.36 | X     | 21.36 |                |
| 4    | Reese Hoffa        | Stany Zjednoczone | 20.90 | 20.99 | 20.97 | 20.84 | X     | X     | 20.99 |                |
| 5    | Marco Fortes       | Portugalia        | 20.59 | X     | 19.36 | 20.83 | 20.25 | 20.04 | 20.83 |                |
| 6    | Ryan Whiting       | Stany Zjednoczone | X     | 20.48 | 20.66 | 20.75 | X     | X     | 20.75 |                |
| 7    | Adam Nelson        | Stany Zjednoczone | 20.29 | 20.14 | 19.73 | X     | 20.02 | X     | 20.29 |                |
| 8    | Tomasz Majewski    | Polska            | X     | 20.03 | 20.18 |       |       |       | 20.18 |                |
| 9    | Ralf Bartels       | Niemcy            | 20.03 | 20.12 | 20.14 |       |       |       | 20.14 |                |
| 10   | Asmir Kolašinac    | Serbia            | 19.84 | X     | 19.77 |       |       |       | 19.84 |                |
| 11   | Carlos Véliz       | Kuba              | 19.70 | X     | X     |       |       |       | 19.70 |                |
| DSQ  | Andrej Michniewicz | Białoruś          | 20.45 | 20.49 | 21.40 | 20.72 | 20.64 | 21.37 | 21.40 | DSQ            |